# Clubwear
Clubwear ist der englischsprachige Begriff für Club- und Discomode.

## Hintergrund
Clubwear bezeichnet ein Segment von Bekleidung, die vor allem von Menschen beim Club- oder Discoaufenthalt getragen wird. Der Begriff fand seinen Ursprung im Kontext der Technokultur und wurde später als Bezeichnung für Discomode allgemein übernommen. 
Spezifische Kleidungsstile, die speziell von Disco- oder Clubgängern getragen wurden, gibt es seit der Disco-Welle der 1970er-Jahre (z. B. Saturday-Nightfever). Eine eigenständige Techno-Mode und -Ästhetik entwickelte sich seit Ende der 1980er-Jahre. Mit dem Aufschwung der Technoszene fanden diese Stilrichtungen Anfang der 1990er-Jahre zunehmende Verbreitung. In der Technoszene sprach man eher von Clubs statt von Discos, daher auch der Begriff Clubwear. Heute werden auch andere Diskotheken oft als Clubs bezeichnet.
Beide Strömungen (Disco und Techno) sind geprägt vom Auflegen des DJs im Club oder der Disco. Es entwickelten sich eigene Disco- und Clubkulturen mit eigenen Kleidungsstilen bzw. üblichen Dresscodes. Damit unterscheiden sie sich von anderen Musikrichtungen, bei denen Bands oder Sänger im Mittelpunkt stehen und daher eher Konzerte im Mittelpunkt des Interesses der jeweiligen Szene stehen (z. B. Rock, Metal).
Auf Grund von teilweise deutlichen Schwankungen in der regionalen Stilauslegung ist Clubwear seit dieser Zeit weniger ein Stil als ein Bekleidungs-Genre bzw. ein Spektrum an Bekleidungsstilen.

## Clubwear heute
Heute bezeichnet Clubwear sowohl die unterschiedlichen Kleidungsstile der Elektro- und Technoszene als auch die der sonstigen Club- und Discoszene. Dementsprechend ist Clubwear ein Bekleidungssegment mit ganz unterschiedlichen Facetten, nicht nur für junge Menschen: Auch Erwachsene gehen feiern und inszenieren sich für die Clubnacht, nähern sich üblichen ästhetischen Codes an oder wollen „Blickfänger“ sein. Vor allem die Oberteile aus dem Clubwearbereich sind teilweise auffällig gestaltet, doch auch Hosen, Schuhe und besonders Accessoires weichen nicht selten von der Alltagskleidung erheblich ab. Das Design in der Tradition der klassischen Discomode ist durch auffällige Farben und körperbetonten Schnitt extravagant gestaltet. Das Spektrum ist vielfältig und Trends unterworfen. Seit der klassischen Disco-Mode der 1970er-Jahre sind glamouröse Stile mit glänzenden und glitzernden Elementen phasenweise immer wieder beliebt. So findet man häufig große Aufdrucke oder Strasssteine auf den Oberteilen.
Zur Ausprägung und Geschichte der Clubwear in der Elektro- und Techno-Kultur siehe auch Technokultur / Clubwear.